# Sikawa

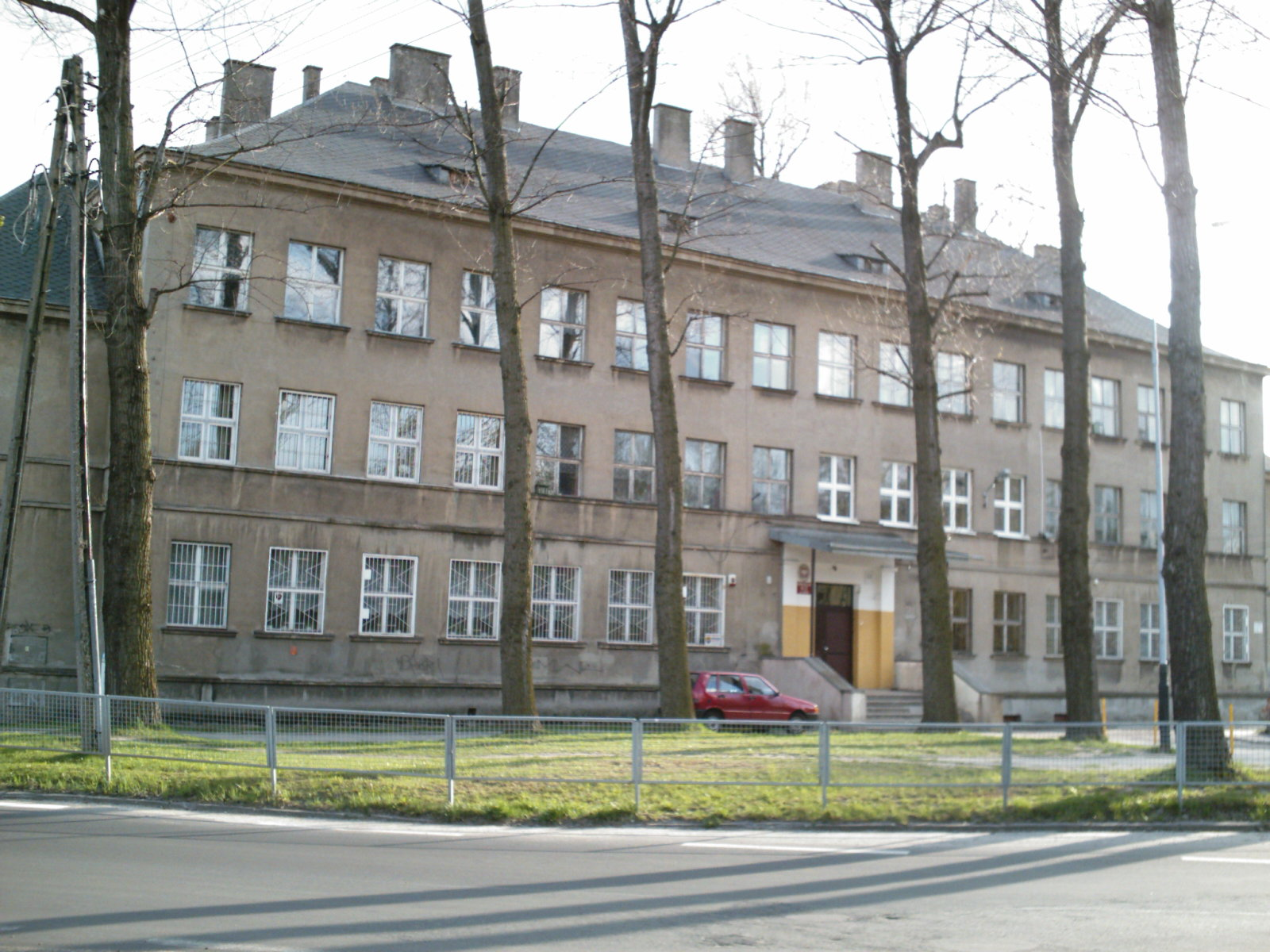
Publiczne Gimnazjum nr 33 (przed reformą 1999 Szkoła Podstawowa nr 158), ul. Janosika 136

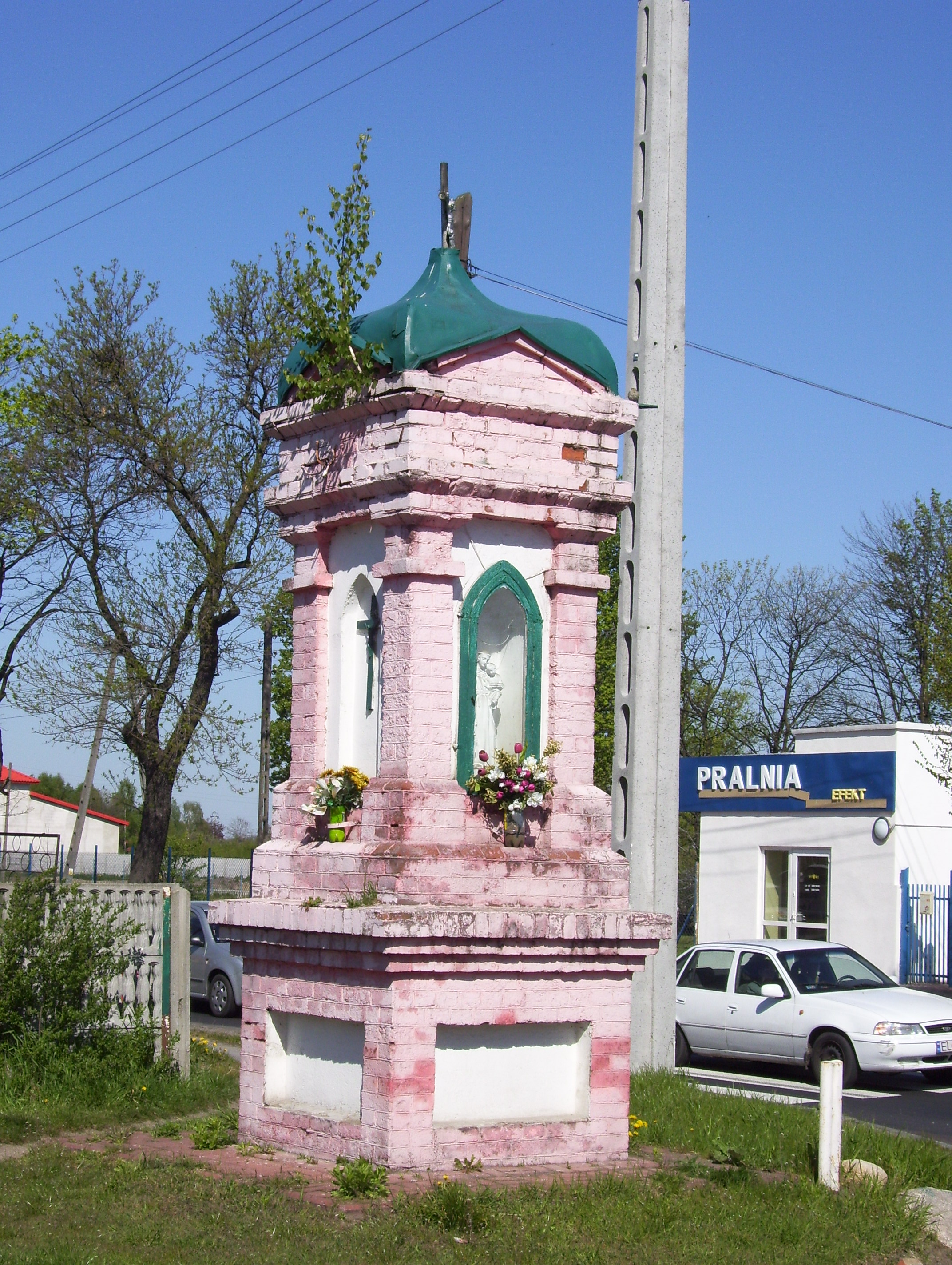
Kapliczka na osiedlu Sikawa

Sikawa – rejon miasta w północno-wschodniej części Łodzi, na obszarze dzielnicy Widzew, włączony do Łodzi 20 grudnia 1945.
Sikawa wchodzi w skład osiedli administracyjnych: Stoki-Sikawa-Podgórze (wschodnia część) i Dolina Łódki (zachodnia część). Z kolei stworzony w 2005 łódzki System Informacji Miejskiej uznaje Sikawę za samodzielne osiedle.

## Historia wsi
Pierwsza wzmianka o Woli Miecznikowej odnotowana została w źródłach pisanych z końca XV wieku. Istnieje przypuszczenie, że ta, położona na śródleśnej polanie wieś, powstała też w tym stuleciu. W latach 70. XVI wieku Sikawa należała do Jakuba Stokowskiego. Obszar ornych gruntów chłopskich wynosił wówczas 3 łany (około 50 hektarów), przy 2,5 łana odłogów.
Istotne zniszczenia spotkały Sikawę w latach wojen szwedzkich lub być może nieco później – podczas rokoszu Lubomirskiego. Przekaz z 1667, prawdopodobnie odnoszący się do lat wcześniejszych, informuje, że podczas przemarszu przez wieś żołnierzy, spalone zostały 3 chłopskie chałupy. Z inwentarza z 1666 wynika, iż zarówno karczma, jak i szereg chałup chłopskich znajdowały się w stanie ruiny. We wsi wówczas ponoć zamieszkiwane były tylko 2 zagrody chłopskie.
W XVIII wieku Sikawa, związana z dobrami Stoki, stanowiła nadal własność Stokowskich. Wieś jednak nie rozbudowała się zbytnio. Znajdowały się tam tylko 3 gospodarstwa chłopskie. W 1822 w 7 domostwach zamieszkiwało Sikawę 69 osób.
W okresie II wojny światowej, przy obecnej ul. Beskidzkiej, znajdował się obóz pracy karnej utworzony przez łódzkie gestapo (Arbeitserziehungslager), funkcjonujący od 12 marca 1943 do 18 stycznia 1945. Po wojnie obóz jeniecki dla oficerów Wehrmachtu, obóz filtracyjny dla cywilnych Niemców pochodzenia polskiego (volksdeutschów), obecnie Zakład Karny nr 1 w Łodzi.

### Etymologia nazwy
Wieś Sikawa zwana była niegdyś także Wolą Miecznikową (lub Mieczkową). Pierwsza z ww. nazw prawdopodobnie swe pochodzenie zawdzięcza licznie bijącym w przeszłości na tych terenach źródłom (obecnie nieliczną z widocznych pozostałości są źródła rzeki Łódki). Co do drugiej nazwy istnieje przeświadczenie, że pojawiła się ona, gdyż wieś została osadzona jako wolnizna (czyli wola), przez któregoś z dziedziców Stokowskich, posiadającego tytuł miecznika (stąd nazwa Wola Miecznikowa, czasem przekręcana na Wolę Mieczkową lub też Mieczykową). Zarówno nazwa Sikawa, jak i Wola Miecznikowa, stosowane były zamiennie aż do przełomu XVIII i XIX wieku. Jeszcze w inwentarzu dóbr Stoki z 1777 znajdowała się wzmianka: na tejże drodze idącej przez wieś jest Wola Mieczykowa, inaczej Sikawa zwana. Potem utrzymała się już tylko obecna nazwa.

### Lokalizacja i morfogeneza wsi
Z racji ubogich źródeł, trudne jest dokładne zlokalizowanie historycznej wsi. Określa się, iż wieś Sikawa leżała na północ lub północny wschód od Stoków, prawdopodobnie w rejonie dzisiejszej ulicy Brzezińskiej lub też na południe od niej. Z mało dokładnych map z przełomu XVIII i XIX w. wynika tylko, że zabudowania tej wsi znajdowały się na północny wschód od zabudowań Stoków. Sikawa była starą wsią zwartą, o wieloniwowym układzie pól.

### Włączenie w granice miasta Łodzi

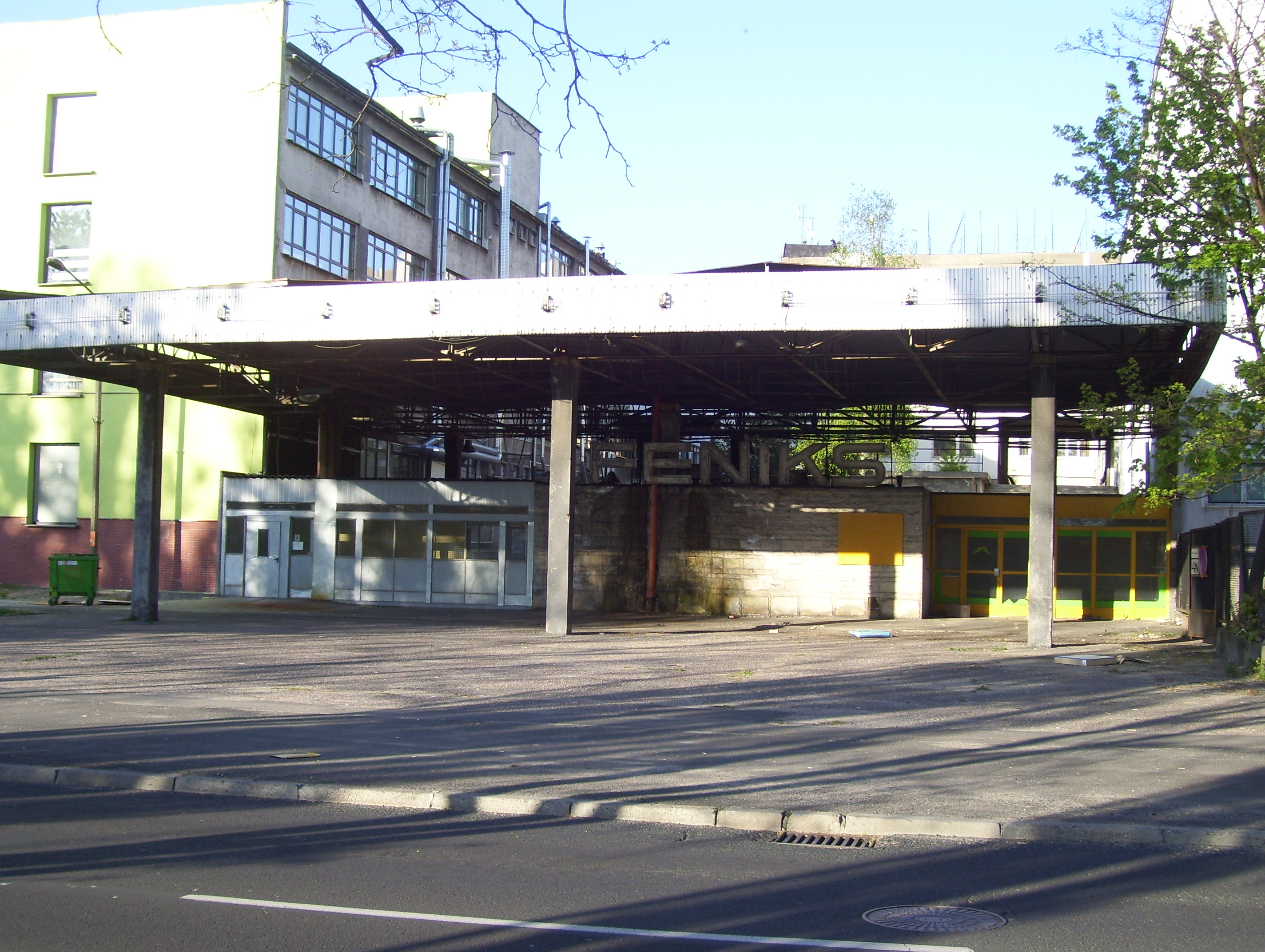
Dawne zakłady „Feniks”

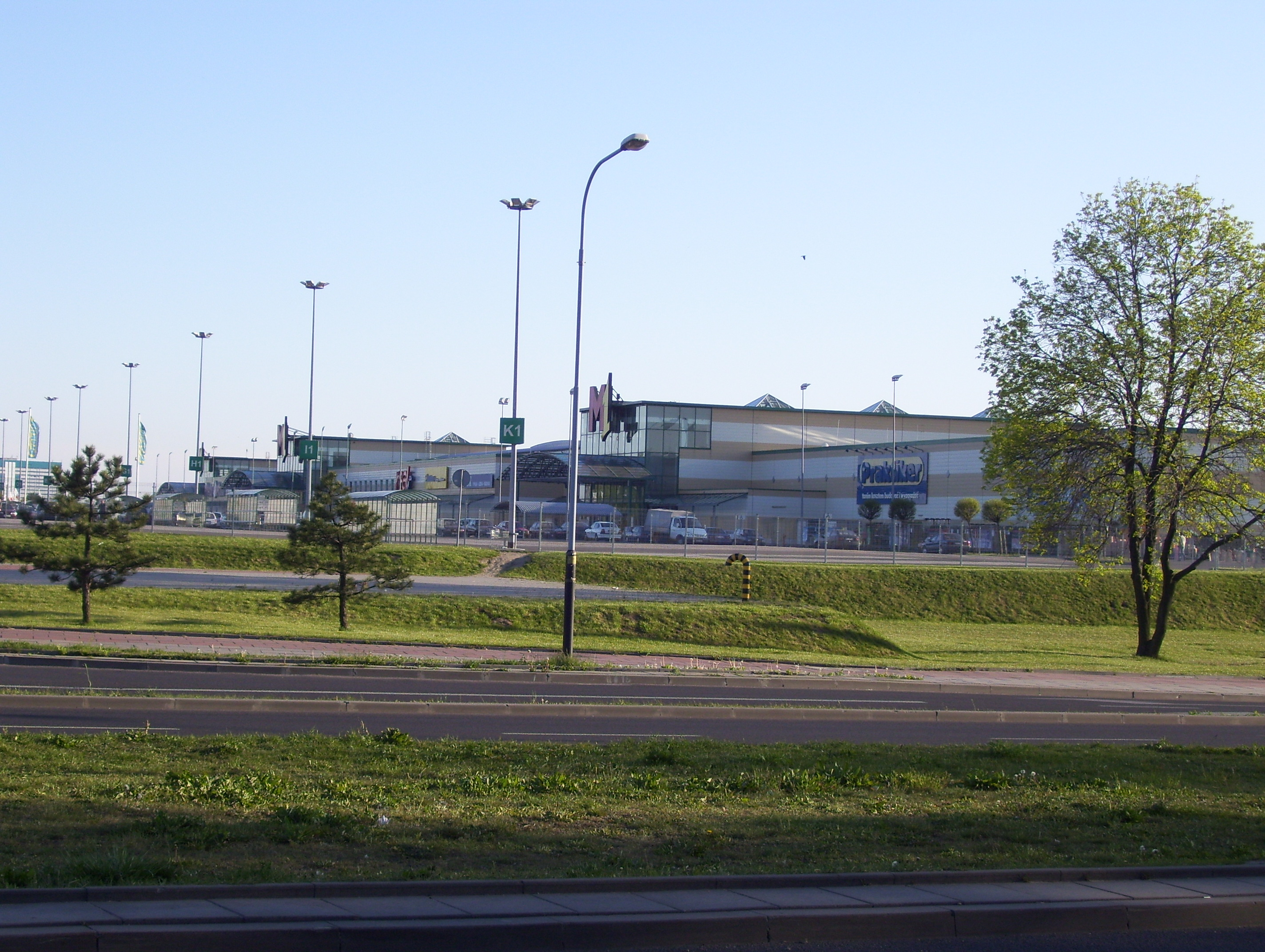
Centrum handlowe M1

Sikawa została włączona w obręb miasta Łodzi po II wojnie światowej. Osiedle to przez lata, mimo administracyjnej przynależności do miasta, w dużej mierze zachowywało swój poprzedni, wiejski charakter.
Na osiedlu przeważa zabudowa jednorodzinna. Znajdują się tutaj także niewielkie firmy (głównie z branży odzieżowej) i zakłady przemysłowe, których jednak liczba znacznie spadła w porównaniu z okresem PRL, kiedy działały tu liczne fabryki m.in. Zakłady Przemysłu Pończoszniczego „Feniks”. Na terenie Sikawy na przełomie XX i XXI wieku wybudowano jedno z największych łódzkich centrów handlowych M1.

## Historia administracyjna
Dawniej samodzielna wieś (kolonia) i folwark. Od 1867 w gminie Nowosolna. W okresie międzywojennym należała do powiatu łódzkiego w woj. łódzkim. W 1921 roku kolonia Sikawa liczyła 76 mieszkańców a folwark Sikawa 43 mieszkańców. 1 września 1933 utworzono gromadę (sołectwo) Sikawa w granicach gminy Nowosolna, składającą się z wsi i folwarku Sikawa. Podczas II wojny światowej miejscowość włączono do III Rzeszy.
Po wojnie Sikawa powróciła na krótko do powiatu łódzkiego woj. łódzkim, lecz już 13 lutego 1946 włączono ją (wieś i folwark) do Łodzi.